# Lamarque
Lamarque település Franciaországban, Gironde megyében. Lakosainak száma 1335 fő (2022. január 1.). Lamarque Cussac-Fort-Médoc, Arcins, Blaye, Listrac-Médoc, Moulis-en-Médoc és Plassac községekkel határos.

## Népesség
A település népességének változása:
| Lakosok száma | 742  | 810  | 893  | 1074 | 1253 | 1287 | 1308 | 1323 | 1340 | 1335 |
|               | 1968 | 1982 | 1990 | 2006 | 2013 | 2015 | 2017 | 2019 | 2020 | 2022 |